# XSa (Inschrift)

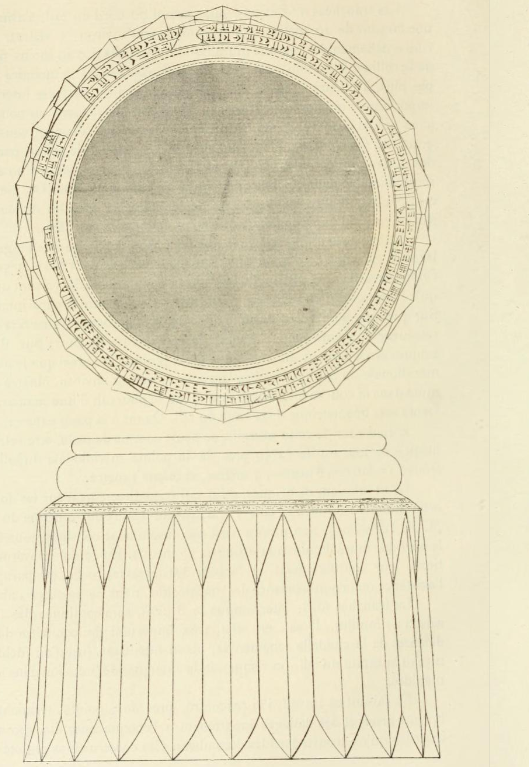
Die Säulenbasis mit der Inschrift XSa, gezeichnet von Jacques de Morgan 1900

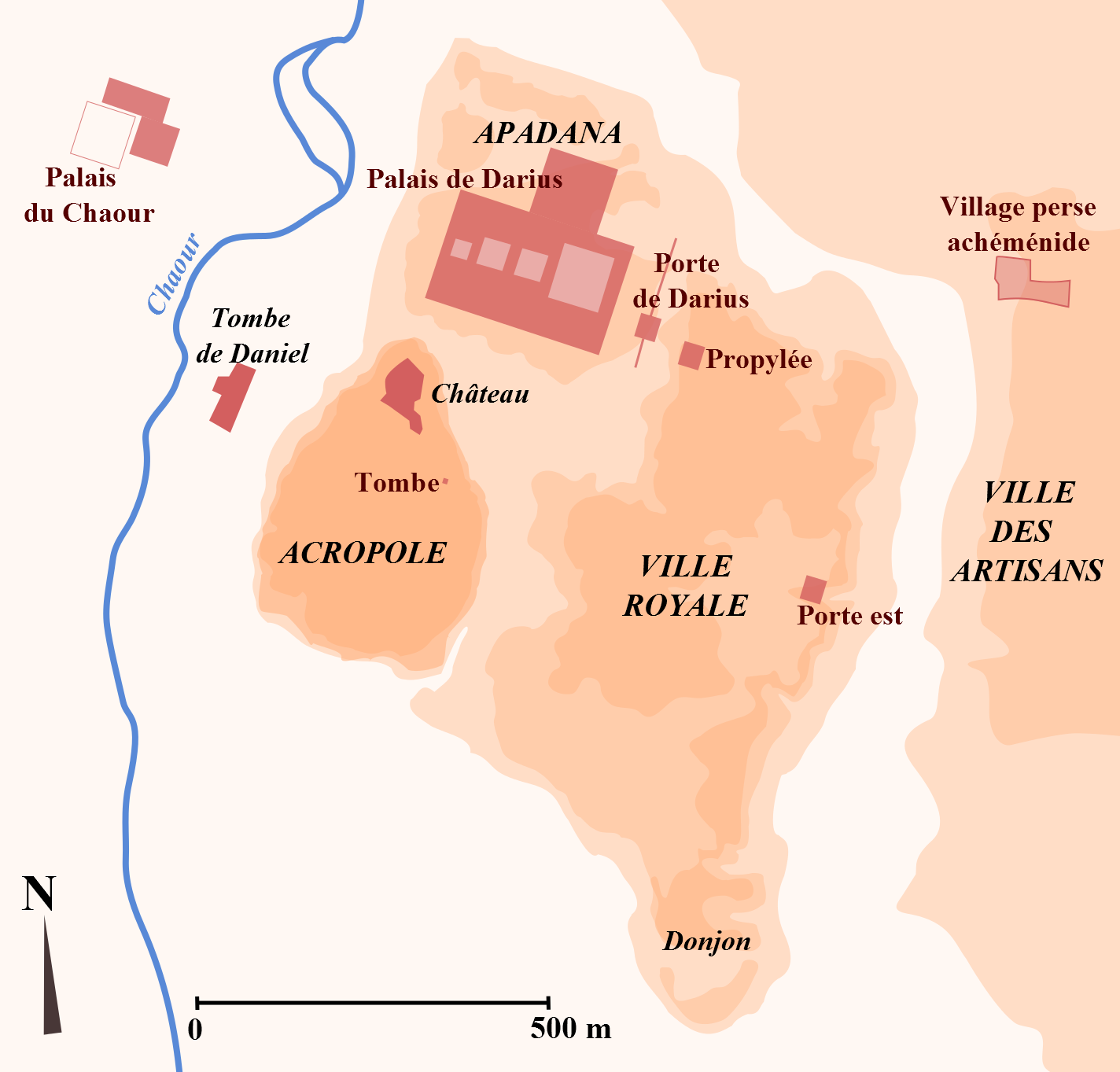
Die Standorte der wichtigsten Ausgrabungsgebiete in Susa für die Achämenidenzeit. Die bekannten Fundorte für Säulenbasen oder Fragmente mit der Inschrift XSa sind die Akropolis (Acropole), die Königsstadt (Ville Royale) und das Propylon (Propylée)

XSa ist die Bezeichnung einer Inschrift von Xerxes I. (X). Sie wurde in Susa (S) entdeckt und von der Wissenschaft mit einem Index (a) versehen. Sie liegt in altpersischer, elamischer und babylonischer Sprache vor und ist auf mehreren Säulenbasen und Fragmenten überliefert.

## Inhalt
„§1. Es kündet Xerxes, der König: Nach dem Willen Ahuramazdas, diesen Palast hat Dareios, der König, errichtet, der mein Vater (war).“

## Beschreibung
Die Inschrift XSa ist ein zweizeiliger Text auf verschiedenen Säulenbasen und Fragmenten. Sie ist dreisprachig. Die von Jacques de Morgan veröffentlichte runde Säulenbasis hat einen Durchmesser von 54 cm, eine Höhe von 39,5 cm und wiegt 157 kg. Zu dem von Jean-Vincent Scheil veröffentlichten Fragment liegen keine Maßangaben vor. Bei der dritten Veröffentlichung 1972 von François Vallat handelt es sich um ein Fragment von 18,2 cm. Die zusammengesetzte Säulenbasis vom Louvre mit der Inventarnummer SB 10056 ist viereckig und hat eine Seitenlänge von 78 cm, beziehungsweise 79 cm. Sie ist 359 kg schwer. Für die meisten Säulenbasen existieren keine Angaben über den Fundort. Einzig Jacques de Morgan gibt als Fundort die Akropolis an und François Vallat für das Fragment von 1972 die Königsstadt.
Die vier Säulenbasen vom Propylon östlich des Palasts von Dareios I. haben wie die Säulenbasis SB 10056 aus dem Louvre eine viereckige Form mit einer Seitenlänge von 91 cm. Die altpersische Sprachversion ist gegen Süden ausgerichtet, dem Eingang zugewandt. Die elamische befindet sich links und die babylonische rechts von der altpersischen Sprachversion. Die vierte Seite, gegen Norden ausgerichtet, ist unbeschrieben. Die mit A, B, C und D bezeichneten einzelnen Säulenbasen des Propylons waren bei der Entdeckung in verschiedenen Zuständen. A und C sind beinahe vollständig erhalten. Von der Säulenbasis B wurden acht Fragmente (fünf babylonische, zwei elamische und ein altpersisches) entdeckt. Von der Säulenbasis D wurde ein einziges Fragment mit dem Anfang altpersischen und dem Ende der elamischen Version gefunden.
Außer den gesicherten Angaben des Louvres gibt es unvollständige oder widersprüchliche Angaben über den Verbleib der restlichen archäologischen Funde.

## Forschungsgeschichte
Die erste Säulenbasis mit der Inschrift XSa wurde von der französischen Expedition unter der Leitung von Jacques de Morgan 1898 gefunden und in den Louvre mit der Inventarnummer SB 131 gebracht. Jacques de Morgan veröffentlichte den Text 1900. Ein zweites Fragment wurde 1929 von Jean-Vincent Scheil besprochen und ein drittes mit einer altpersischen Sprachversion 1972 von François Vallat. Unter der Inventarnummer SB 10056 gibt es eine weitere Säulenbasis im Louvre, die aus verschiedenen Fragmenten zusammengefügt wurde. In einem Lager der Mission de Suse wird eine Säulenbasis und mehrere Fragmente aufbewahrt. Marie–Joseph Steve veröffentlichte 1987 Texte von mehreren zusätzlichen Fragmenten, die nachträglich einer der Säulenbasen des Propylons östlich des Palasts von Dareios I. zugewiesen werden konnten. 1999 fasste François Vallat in einem Bericht über die Ausgrabungen des Propylons, die 1970 stattgefunden haben, die bisher gefundenen Fragmente mit der Inschrift XSa zusammen und veröffentlichte gleichzeitig vier weitere Funde von Säulenbasen vom selben Gebäude.

## Rezeption
Das Gebäude, in dem vier Säulenbasen mit der Inschrift XSa gefunden wurden, wurde von den Archäologen mit Propylon tituliert, der Bezeichnung für eine Durchgangspassage. Die Ruinen des Gebäudes befinden sich freistehend am nordöstlichen Rand der Königsstadt auf der Hauptroute zum Apadana und zeichnen sich durch reiche Verzierungen, Eleganz und Feierlichkeit aus. Der altpersische Begriff in der Inschrift XSa lautet Hadisch, die Bezeichnung für einen Palast. Es gibt einen Widerspruch zwischen dem Inhalt der Inschrift und dem von den Archäologen festgelegten Charakter des Gebäudes. Deshalb wird vorgeschlagen, das Gebäude mit Pavillon zu übersetzen. Dies wäre eine Analogie zu Pasargadae, wo im ehemaligen Garten zwei Pavillons gefunden wurden mit ähnlichen architektonischen Merkmalen. Der offensichtliche Widerspruch zwischen der Architektur des Gebäudes in Susa und der Inschrift könnte aber auch auf eine Änderung des ursprünglichen von den Architekten des Dareios I. erstellten Plans zurückzuführen sein, die während der Herrschaft von Xerxes I. umgesetzt wurde. In diesem Fall könnte dieses Gebäude tatsächlich das Propylon des in den Inschriften bezeichneten Palastes gebildet haben, der aber nie gebaut worden wäre.